# Coupe d'Ouverture
La Coupe d'Ouverture est un trophée de la Ligue continentale de hockey (Kontinentalnaïa Hokkeïnaïa Liga).
Cette coupe est créée sous le nom de Coupe d'Ouverture (en russe : Кубок Открытия, Koubok Otkrytia). Elle récompense le vainqueur du premier match de la saison régulière de la KHL. Il est remis pour la première fois le 2 septembre 2008 pour la saison inaugurale de la KHL. Ce match oppose le vainqueur de la Coupe Gagarine de la saison précédente face au vainqueur de la saison régulière précédente (vainqueur de la Coupe du Continent). En 2008, pour la première édition, ce sont les finalistes de la Superliga 2008 qui se sont affrontés.
En 2011, par décision de la KHL et du syndicat des joueurs, il est décidé de consacrer les premiers matchs de la saison au Lokomotiv Iaroslavl dont l'avion s'est écrasé le 7 septembre, date du début de la saison 2011-2012. Dans les médias, la Coupe d'Ouverture a été appelée par erreur la Coupe Lokomotiv, à propos de laquelle la KHL a fait une déclaration officielle. Le match de Coupe d'Ouverture opposant le Salavat Ioulaïev Oufa et l'Atlant Mytichtchi avait alors été arrêté.

## Liste des vainqueurs
| Saison    | Date               | Vainqueur de la Coupe Gagarine | Vainqueur de la Coupe du Continent | Score      | Lieu                               |
| --------- | ------------------ | ------------------------------ | ---------------------------------- | ---------- | ---------------------------------- |
| 2008-2009 | 2 septembre 2008   | Salavat Ioulaïev Oufa          | Lokomotiv Iaroslavl                | 4-1        | Oufa Arena, Oufa                   |
| 2009-2010 | 10 septembre 2009  | Ak Bars Kazan                  | Lokomotiv Iaroslavl                | 3-2 a.p.   | TatNeft Arena, Kazan               |
| 2010-2011 | 8 septembre 2010   | Ak Bars Kazan                  | OHK Dinamo                         | 1-3        | TatNeft Arena, Kazan               |
| 2011-2012 | 12 septembre 2011  | Salavat Ioulaïev Oufa          | Atlant Mytichtchi                  | 5-3        | Oufa Arena, Oufa                   |
| 2012-2013 | 4 septembre 2012   | OHK Dinamo                     | Avangard Omsk                      | 3-2 t.a.b. | Megasport Arena, Moscou            |
| 2013-2014 | 4 septembre 2013   | HK Dinamo Moscou               | Traktor Tcheliabinsk               | 5-1        | Loujniki Arena, Moscou             |
| 2014-2015 | 3 septembre 2014   | Metallourg Magnitogorsk        | HK Dinamo Moscou                   | 6-1        | Arena Metallourg, Magnitogorsk     |
| 2015-2016 | 24 août 2015       | HK CSKA Moscou                 | SKA Saint-Pétersbourg              | 4-3 a.p.   | Palais de glace, Saint-Pétersbourg |
| 2016-2017 | 22 août 2016       | Metallourg Magnitogorsk        | HK CSKA Moscou                     | 3-2        | Arena Metallourg, Magnitogorsk     |
| 2017-2018 | 21 août 2017       | SKA Saint-Pétersbourg          | HK CSKA Moscou                     | 4-2        | Palais de glace, Saint-Pétersbourg |
| 2018-2019 | 1er septembre 2018 | Ak Bars Kazan                  | SKA Saint-Pétersbourg              | 1-6        | TatNeft Arena, Kazan               |
| 2019-2020 | 1er septembre 2019 | HK CSKA Moscou                 | Avangard Omsk                      | 1-3        | CSKA Arena, Moscou                 |
| 2020-2021 | 2 septembre 2020   | Ak Bars Kazan                  | HK CSKA Moscou                     | 3-2 a.p.   | CSKA Arena, Moscou                 |
| 2021-2022 | 1er septembre 2021 | Avangard Omsk                  | HK CSKA Moscou                     | 4-0        | Arena Balachikha, Balachikha       |
| 2022-2023 | 1er septembre 2022 | HK CSKA Moscou                 | Metallourg Magnitogorsk            | 6-2        | CSKA Arena, Moscou                 |
| 2023-2024 | 1er septembre 2023 | HK CSKA Moscou                 | Ak Bars Kazan                      | 2-5        | CSKA Arena, Moscou                 |
| 2024-2025 | 3 septembre 2024   | Metallourg Magnitogorsk        | Lokomotiv Iaroslavl                | 2-3        | Arena Metallourg, Magnitogorsk     |